# Daniel Noël de Burlin
Graaf Daniel Noël de Burlin (Schaarbeek, 30 september 1929 - april 1999) was een Belgisch senator.

## Levensloop
Noël de Burlin was militair in Belgisch Congo en werd na zijn terugkeer naar België actief als zakenman.
Hij was politiek actief voor de PSC en behoorde tot de conservatieve CEPIC-strekking van de partij. Voor de PSC was hij tot in 1988 gemeenteraadslid van Etterbeek en van 1978 tot 1981 was hij eveneens lid van de Belgische Senaat als provinciaal senator van Brabant.
Begin jaren '90 verliet hij echter de PSC en stapte over naar het extreemrechtse Front National. Met deze partij kwam het echter tot een breuk en in 1996 was hij samen met onder meer Marguerite Bastien en Roger Nols de oprichter van de Front Nouveau de Belgique, waar hij de secretaris van was.

## Bron
- V. Laureys, M. Van den Wijngaert, De geschiedenis van de Belgische Senaat 1831-1995, Lannoo, 1999.